# Innere und äußere Orientierung
Bei einer photogrammetrischen Bildaufnahme beschreiben die Daten der Orientierung
- die Lage des Projektionszentrums der Kamera relativ zur Bildebene (innere Orientierung)
- die Lage des Projektionszentrums und der Aufnahmerichtung relativ zum Aufnahmeobjekt (äußere Orientierung).

Anhand dieser Daten kann die Aufnahmesituation und damit das photogrammetrische Strahlenbündel der zentralperspektivischen Abbildung geometrisch rekonstruiert werden. Die Bilddaten sind dadurch für messtechnische Zwecke verwendbar.

## Innere Orientierung

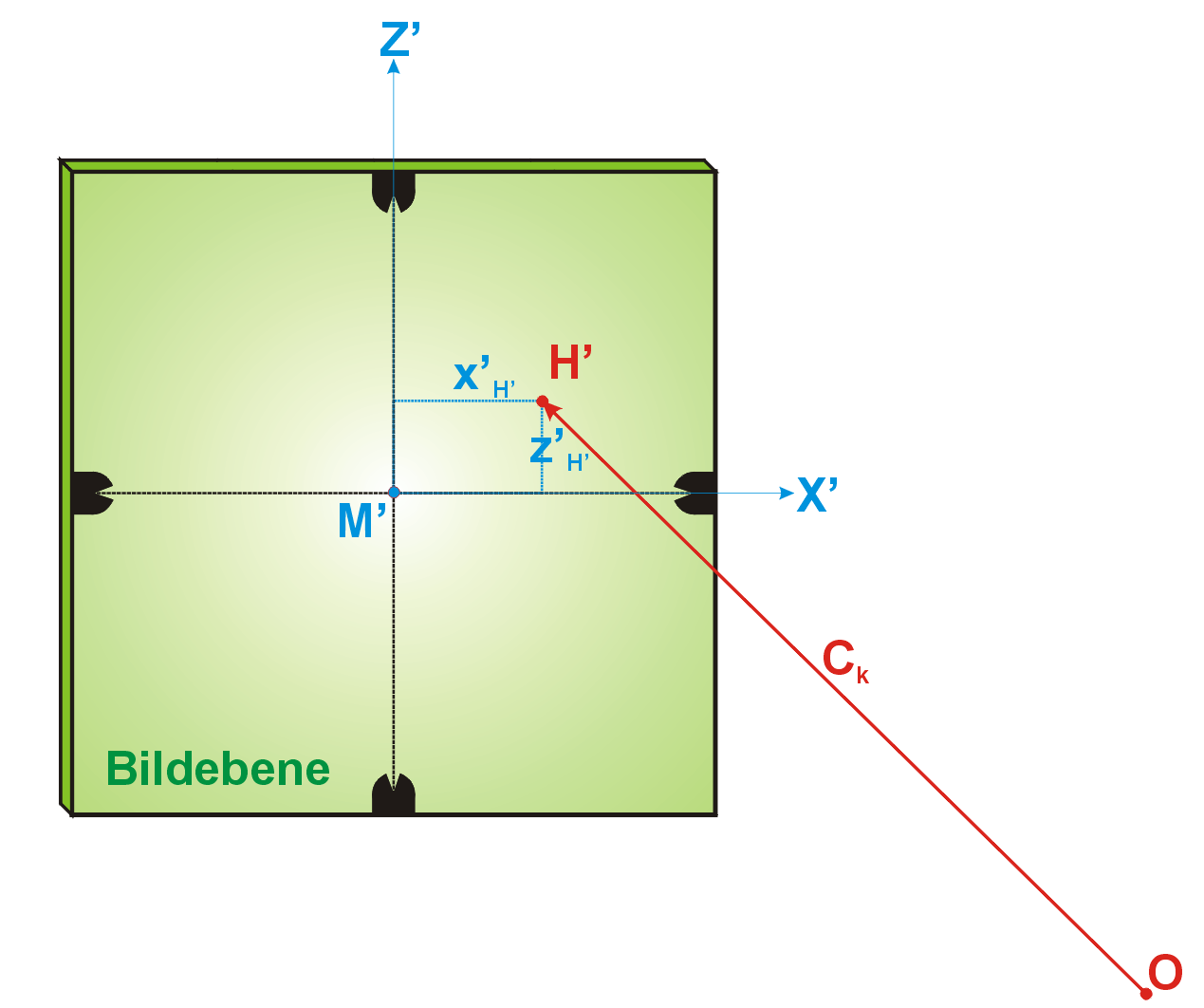
Innere Orientierung

Die innere Orientierung einer Messkamera beschreibt die Position des Projektionszentrums {\displaystyle O} bezogen auf die Bildebene durch die drei Koordinaten {\displaystyle X'}, {\displaystyle Y'} und {\displaystyle C_{k}}.
{\displaystyle X'} und {\displaystyle Y'} (bei terrestrischen Aufnahmen {\displaystyle Z'} statt {\displaystyle Y'}) sind die Koordinaten des Bildhauptpunktes {\displaystyle H'}. Dieser ist der Fußpunkt des Lotes durch das Projektionszentrum {\displaystyle O} (und nicht der Durchstoßpunkt der optischen Achse durch die Sensorebene). Das Koordinatensystem wird von zwei Geraden durch die Bildmarken oder die Bildecken aufgespannt. Die Geraden schneiden sich im Bildmittelpunkt {\displaystyle M'}.
Die dritte Größe ist die Kammerkonstante (auch: Kamerakonstante) {\displaystyle C_{k}}, der Abstand zwischen dem Projektionszentrum {\displaystyle O} und seinem Lotfußpunkt {\displaystyle H'}. Die Kammerkonstante entspricht ungefähr der Bildweite des verwendeten Objektivs. Bei elektronischen Kameras wird die Bildebene durch den Sensorchip anstelle des Filmes repräsentiert.
Die Beträge von {\displaystyle x'_{H'}} und {\displaystyle y'_{H'}} sollten möglichst klein sein, der Bildhauptpunkt also mit dem Bildmittelpunkt zusammenfallen.
Gelegentlich werden auch Daten zur Korrektur von Abbildungsfehlern des Objektives mit zu den Parametern der inneren Orientierung gezählt. Dabei wird durch eine geeignete Abbildungsvorschrift z. B. der Art {\displaystyle x''=Ax'} für jeden Punkt {\displaystyle (x',y')} eine korrigierte Bildkoordinate {\displaystyle (x'',y'')} ermittelt.
Die innere Orientierung wird üblicherweise im Rahmen einer Kamerakalibrierung bestimmt.

## Äußere Orientierung

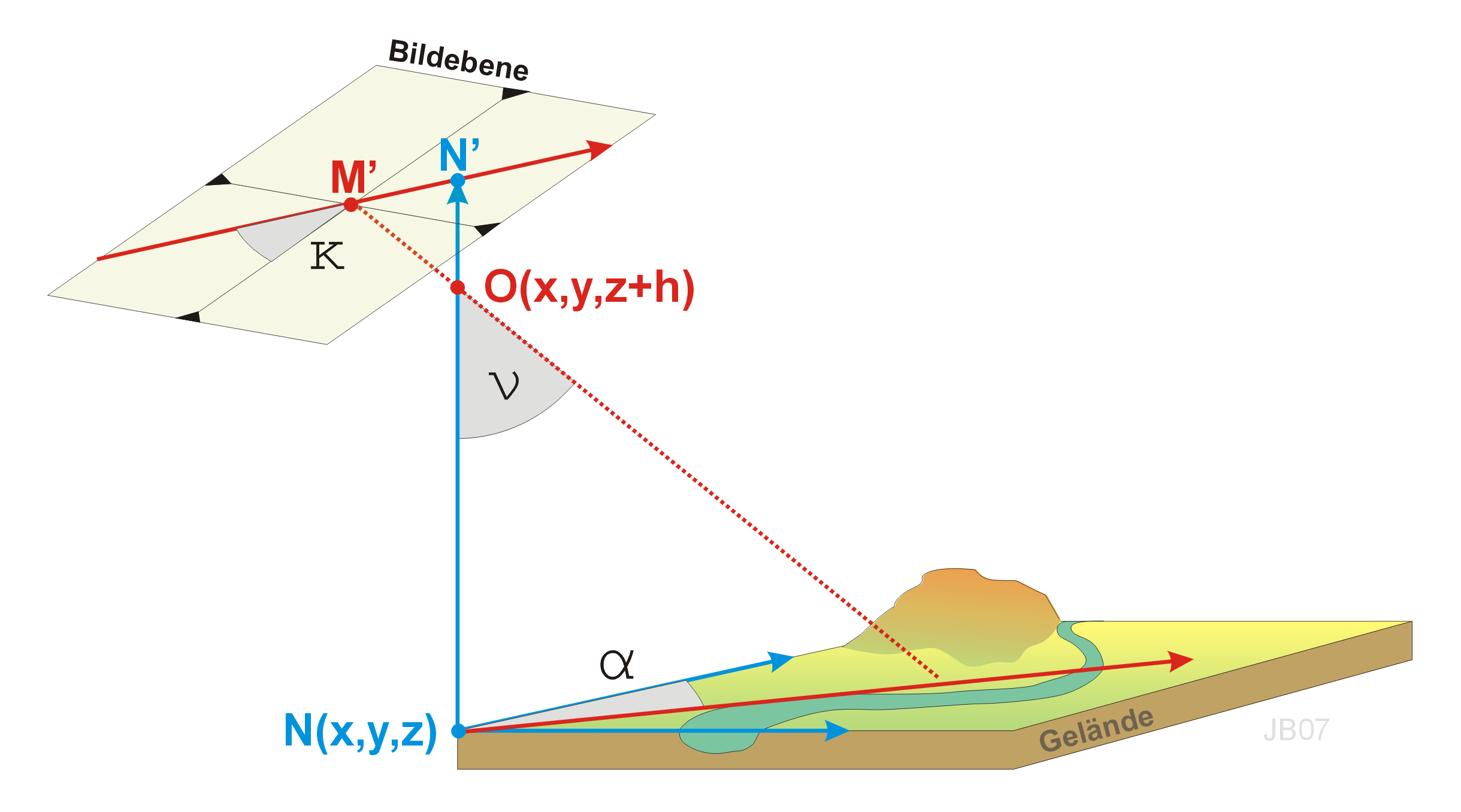
Äußere Orientierung

Die äußere Orientierung einer photogrammetrischen Aufnahme beschreibt die Lage und Position der Kamera während der Aufnahme bezogen auf den Aufnahmegegenstand selbst. Die Position (translatorische Komponente) wird durch die drei Koordinaten {\displaystyle (x,y,z)} des Projektionszentrums {\displaystyle O} beschrieben. Bei einer Luftaufnahme wären dies die Koordinaten des Nadirpunktes {\displaystyle N} im geodätischen System und die Flughöhe {\displaystyle h} über der Bezugsfläche.
Die Lage (rotatorische Komponente) wird durch drei voneinander unabhängige Drehwinkel bestimmt, z. B. Azimut {\displaystyle \mathbf {\alpha } }, Neigung {\displaystyle \mathbf {\nu } } und Kantung {\displaystyle \mathbf {\kappa } }.  Bei Senkrechtaufnahmen gibt das Verhältnis {\displaystyle C_{k}\,:\,h} (Kammerkonstante zu Flughöhe) den Abbildungsmaßstab an.
Die äußere Orientierung wird im Bildflug vielfach durch Nutzung von GPS und INS bestimmt. Sie kann aber auch rechnerisch durch Rückwärtsschnitt ermittelt werden.